# James Craig (Architekt)
James Craig (* 31. Oktober 1739 Edinburgh (Schottland); † 23. Juni 1795 ebenda) war ein Baumeister und Architekt sowie der Planer der Neustadt von Edinburgh, die mit zum Weltkulturerbe gehört.

## Leben
Als Sohn von William Craig, Kaufmann und Dekan der Gilde von Edinburgh, und Mary Thomson, die eine Schwester des Dichters James Thomson (1700–1748) war, geboren, besuchte James Craig zwischen 1748 und 1755 das George Watson’s College. Da hier vornehmlich Söhne von „verstorbenen und bedürftigen Händlern“ erzogen wurden, kann man davon ausgehen, dass James Eltern nicht gerade im Wohlstand lebten. Nach der Schule machte er eine Lehre beim Baumeister Patrick Jamiesion. Neun Jahre später wurde er als Vollmitglied in die Gilde der Baumeister (Incorporation St. Mary’s Chapal Edinburgh) aufgenommen.

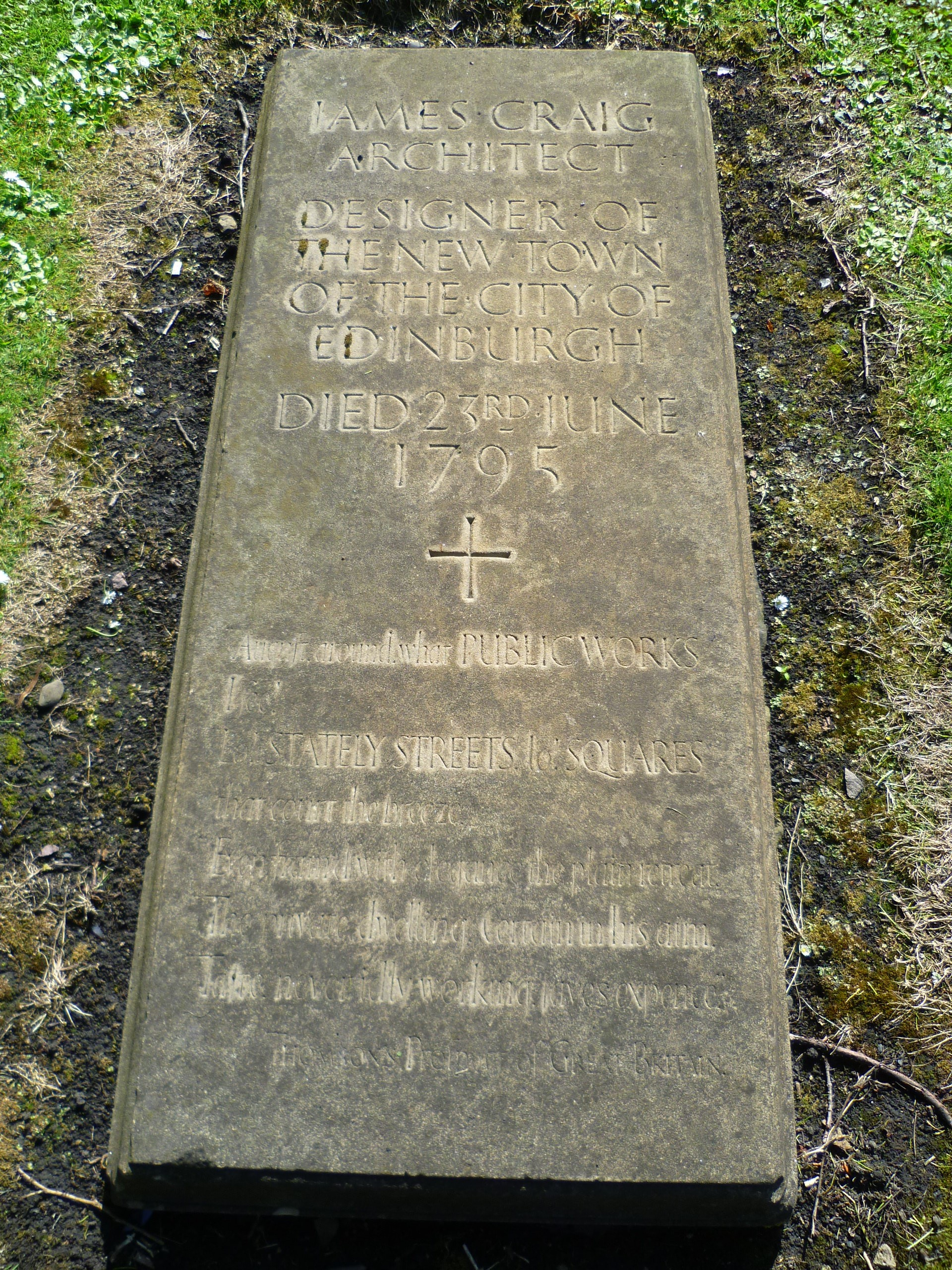
Craigs Grab in Edinburgh

James Craig tritt in dieser Zeit als Baumeister und Architekt nicht sonderlich in Erscheinung. Sein Entwurf von 1763 für die neue Edinburgher North Bridge allerdings, die noch heute erhalten ist, wurde wenige Jahre später von William Mylne umgesetzt.
James Craig architektonische Leistung, die ihn weltbekannt machen sollte, lag in der Planung der Neustadt von Edinburgh. Auf Grund eines Wettbewerbs erhielt er 1766 für seine Entwürfe den ersten Preis, eine Goldmedaille und wurde mit der Ehrung Freedom of the City ausgezeichnet. Seine Entwürfe wurden 1767 König Georg III. präsentiert, nachdem sie mehrfach durch einen Ausschuss, dem auch John Adam und William Mylne angehörten, modifiziert worden waren.
Seine Grundidee von drei parallel laufenden Hauptstraßen (Princes Street, George Street, Queen Street), begrenzt durch den St. Andrew’s Square einerseits und andererseits durch den Charlotte Square, blieb erhalten und prägt noch heute das Bild der Neustadt. James Craig machte nur die Pläne und war an der Gestaltung sowie am Bau neuer Gebäude in diesem Quartier nur marginal beteiligt. Wichtiger Architekt, der auch den Klassizismus von Edinburgh beeinflusste, war John Adam (1721–1792).
Trotz intensiver Bemühung konnte er nie mehr an seinen Erfolg mit der Stadtplanung Edinburghs anknüpfen. Er starb verarmt, krank und verbittert in seiner Heimatstadt und wurde auf dem Friedhof Greyfriars Kirkyard, bekannt auch durch den Hund Greyfriars Bobby, beigesetzt.